# Monte Mitake

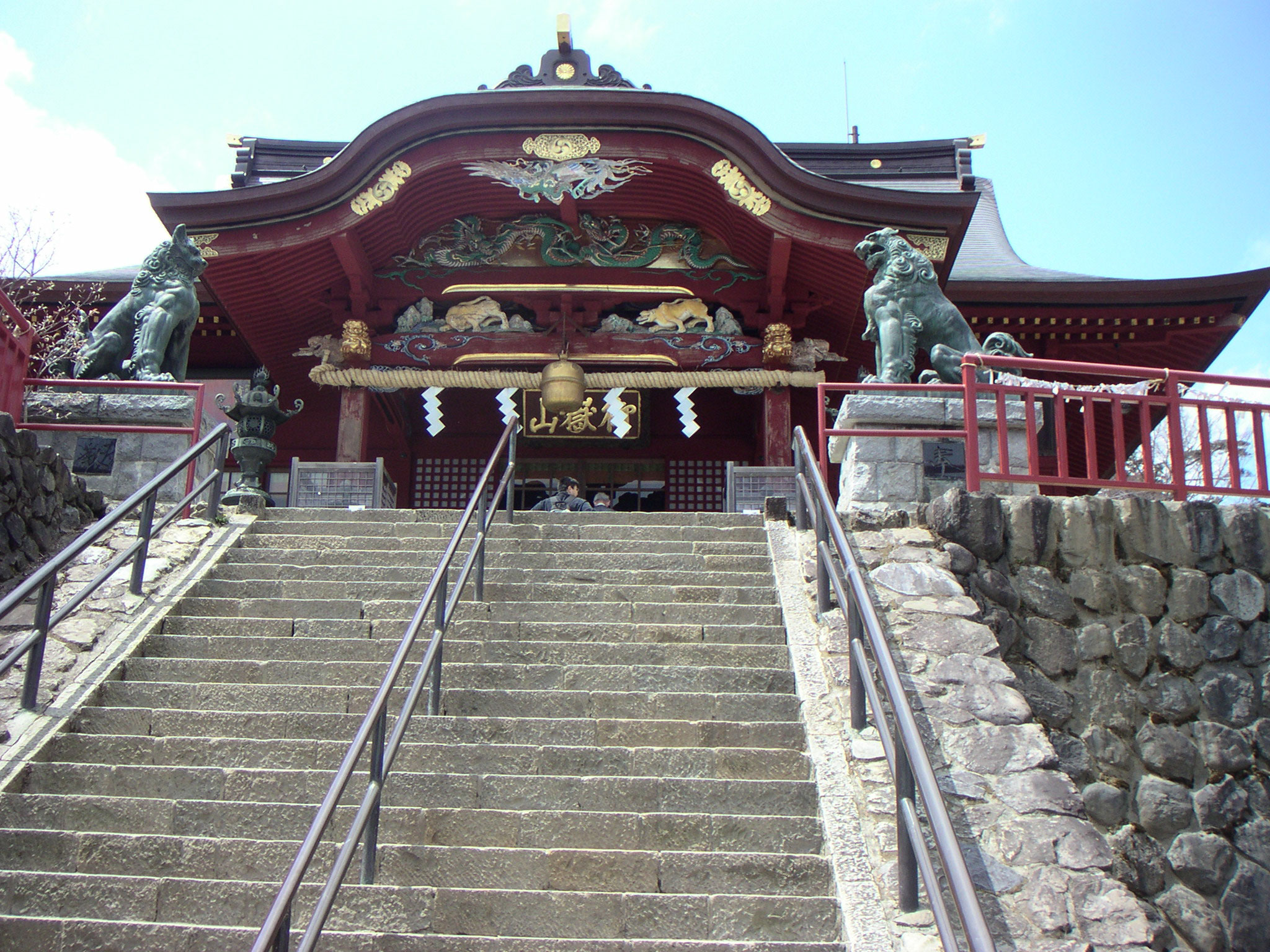
Santuario Musashi Mitake

Il monte Mitake (御岳山, Mitake-san) è una montagna con un'altitudine di 929 m nel Parco nazionale di Chichibu-Tama-Kai a Ōme, Tokyo, in Giappone. Conosciuto anche come Monte Musashi Mitake è stato oggetto di culto fin dai tempi antichi. Sulla montagna è presente un santuario shintoista il Santuario Musashi Mitake.

## Geografia
È uno dei tanti punti salienti del Parco nazionale di Chichibu-Tama-Kai, che copre più di 1.250 km2 di montagne boscose, colline, gole e alcune città rurali nelle prefetture di Yamanashi, Saitama, Nagano e Tokyo.

## Turismo
Molti fedeli lo visitano il giorno di capodanno per vedere la prima alba (初日の出, Hatsuhinode). Ad agosto sbocciano 50.000 fiori di Anemonopsis macrophylla. Gli scoiattoli volanti sono spesso osservati e sono usati anche come motivi nei prodotti dei negozi di souvenir.
Si ritiene che Musashi-Mitake sia stato il centro di culto degli dei delle montagne per quasi duemila anni.
Dal tempio, diverse strade portano alle montagne e alle valli vicine. Tra i luoghi più belli c'è il cosiddetto "Giardino di pietra" - una stretta valle boscosa con un fiume pittoresco, enormi pietre ricoperte di muschio e due cascate.
C'è un sentiero escursionistico che impiega circa due ore e mezza per raggiungere la vetta, che passa Otsukayama (920 metri).
Ogni anno l'8 maggio c'è anche un festival.

## Trasporti
Il viaggio dalla stazione di Shinjuku di Tokyo alla stazione di Mitake sulla linea Ōme dura circa 95 minuti.
Un bus navetta, situato a 50 metri a sinistra della stazione di Mitake, arriva al villaggio di Takimoto ogni mezz'ora dalle 07:30 alle 18:00. Dal villaggio di Takimoto, la funivia Mitake-Tozan opera ogni mezz'ora dalle 07:30 alle 18:30 e conduce al villaggio di Mitakesan in cima. La vetta di Mitake e il Santuario Musashi-Mitake  (武蔵御嶽神社, Musashi Mitake Jinja) possono quindi essere raggiunti tramite un sentiero, a circa 1000 metri.
Molti escursionisti accedono alla montagna tramite la stazione di Kori. C'è un sentiero escursionistico che impiega circa due ore e mezza per raggiungere la vetta.

## Galleria d'immagini

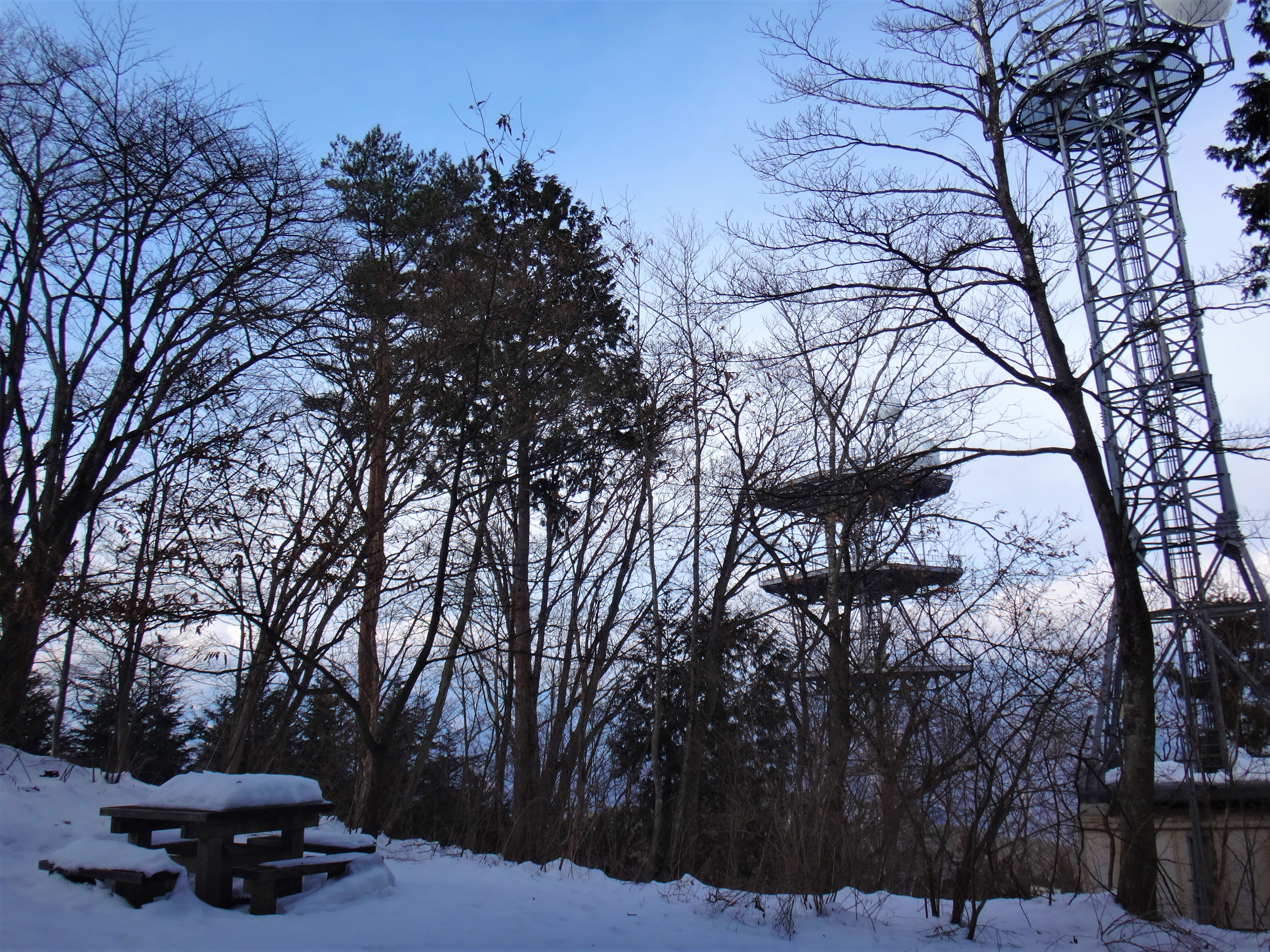
Cima di Otsukayama
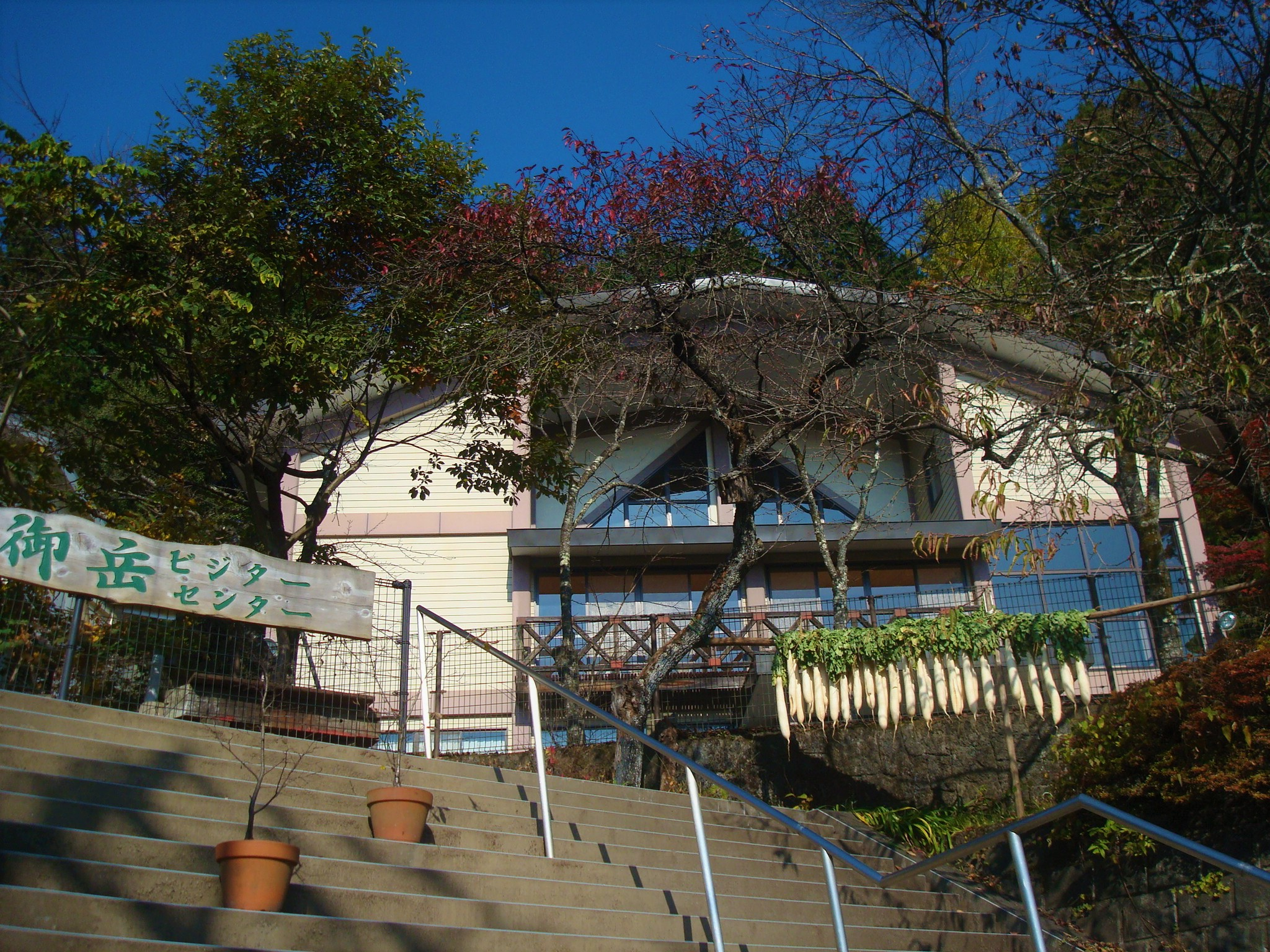
Centro visitatori Mitake
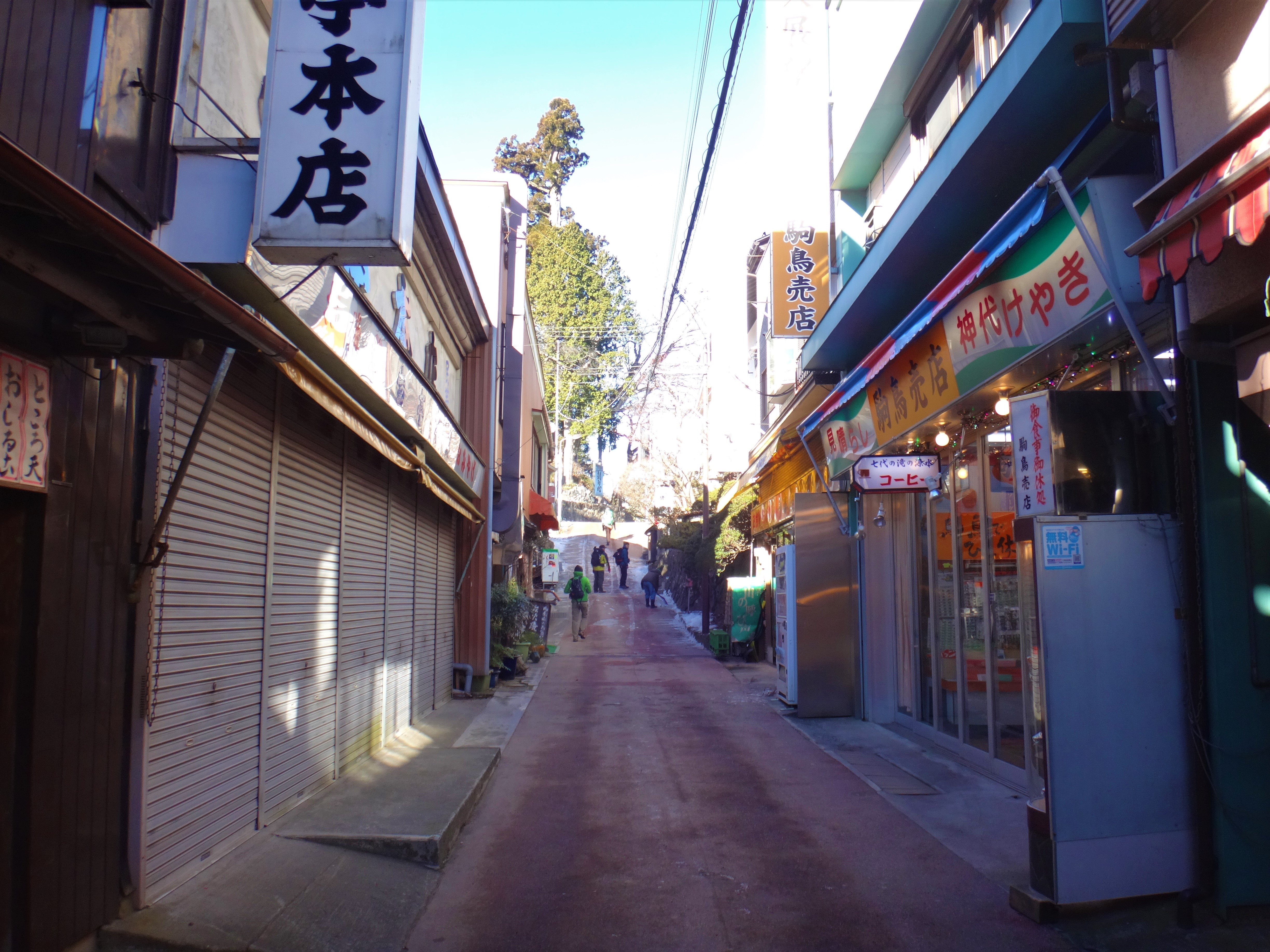
Via dello shopping sotto il Santuario Musashi Mitake
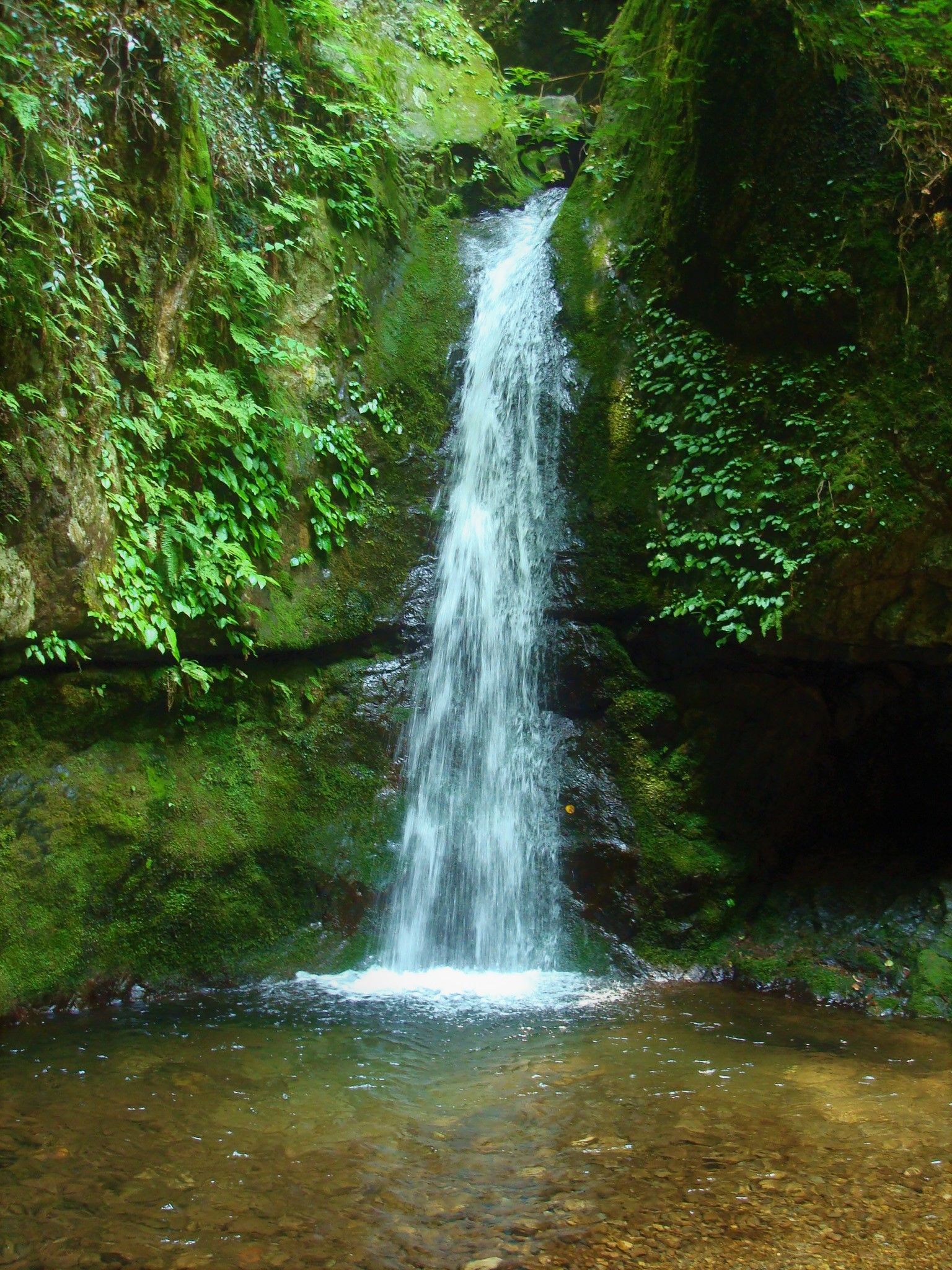
Cascata di Nanayo
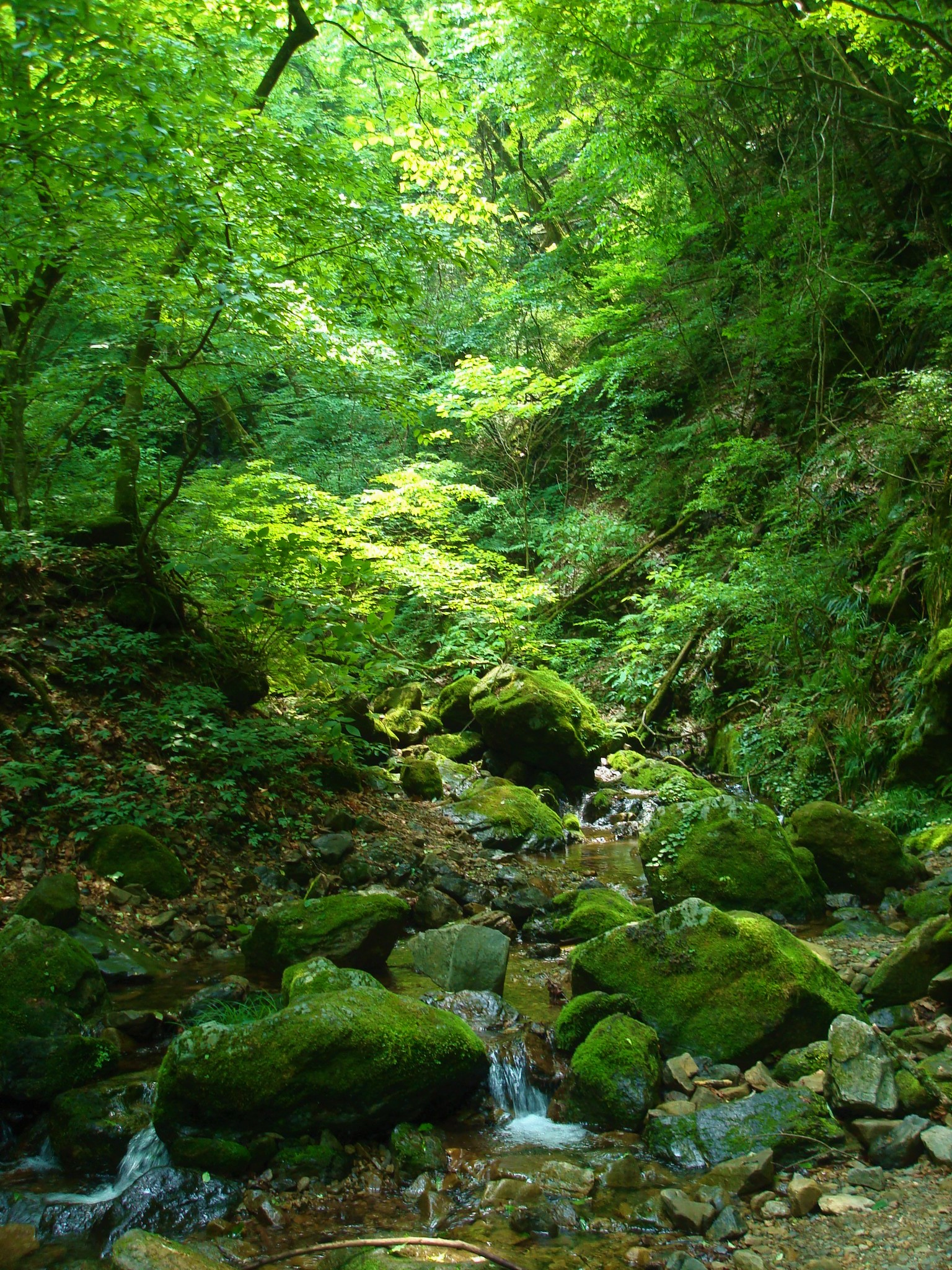
Giardino roccioso
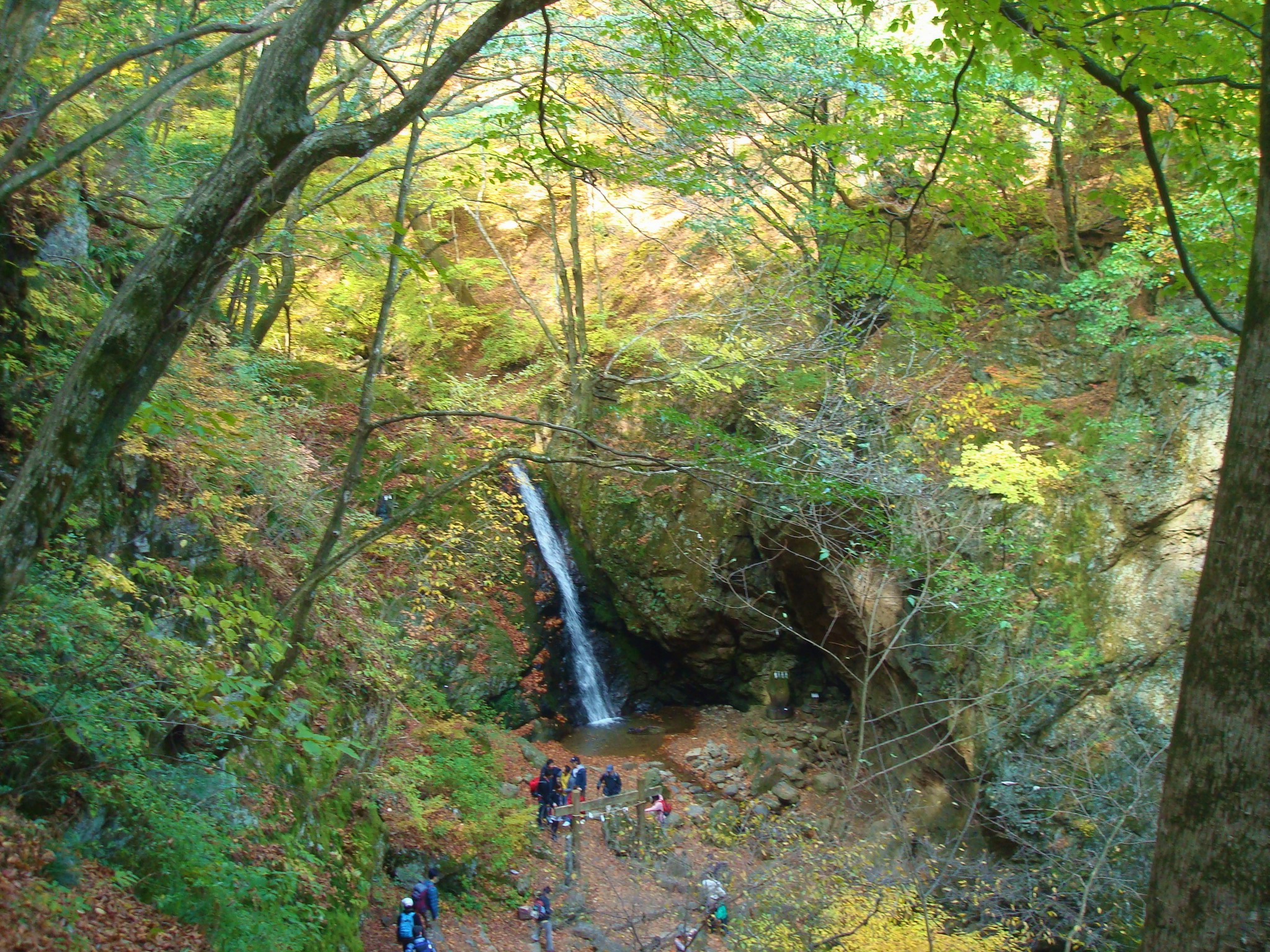
Cascate di Ayahiro